# Humber Pig
A Humber Pig a Brit Szárazföldi Erők erősen páncélozott teherautója volt, az 1950-es évektől egészen az 1990-es évekig állt szolgálatban. A Piget rövid ideig az Észak-Írországi Rendőrség (Royal Ulster Constabulay) is használta az 1960-as évek végétől a korai 1970-es évekig. A RUC állományába tartozó járműveket haditengerészeti szürkére, illetve NATO zöldre festették. A Humber kocsik az Észak-Írországi utcai zavargások idején váltak különösen ismertté.

## Változatok

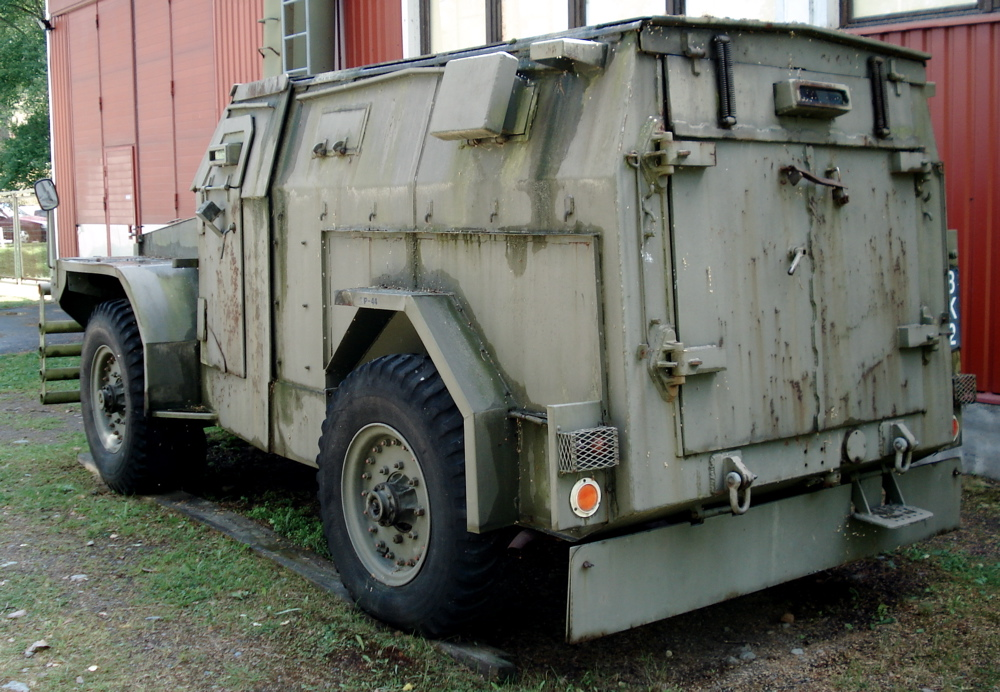

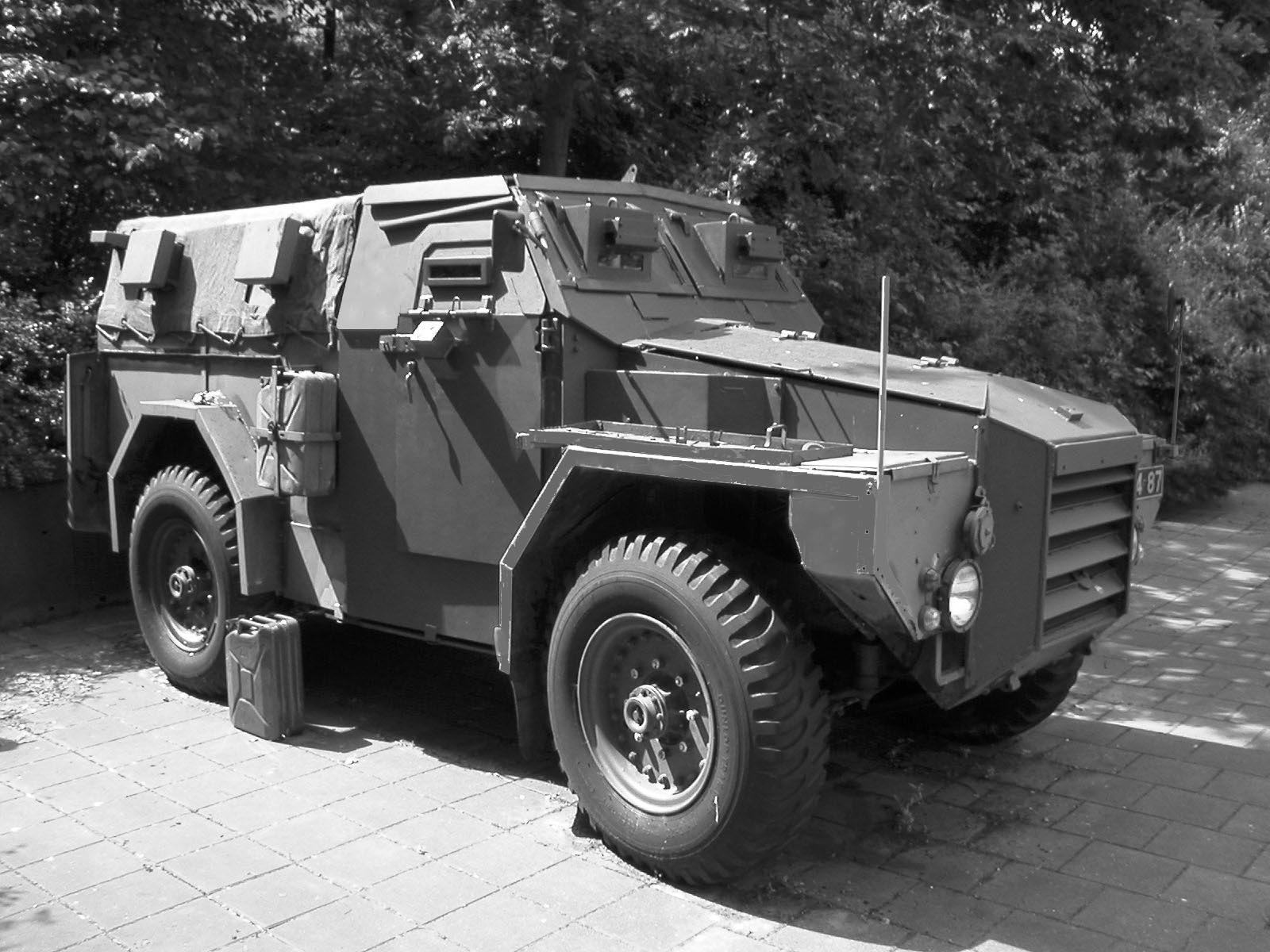

Összesen legyártott: kb. 1,700 darab.

### Mark 1
- Szolgálatban áll, mint FV1609 és FV1611 típusok.

### Mark 2
- Szolgálatban áll, mint FV1611 típus.
- Extra páncélzat, páncéltörő lövedékek és rakéta-meghajtású gránátok elleni védelem, és "barikád elleni" ütközőrács, mely képessé teszi a járművet az utcákon felállított akadályok leküzdésére.

### A Humber Pig nem szokványos megnevezései
Észak-Írországban használt fejlesztések:
- Flying Pig („repülő Pig”): normál Pig, zavargók elleni borítással a karosszérián és a tetőn
- Holy Pig („szent Pig”): átlátszó műanyag borítás felnyitható hátsó ajtónál (lásd pápamobil)
- Kremlin Pig: sodrony borírás rakéta-meghajtású gránátok ellen (RPG rakéták)
- Squirt Pig („fecskendős Pig”): zavargók elleni beépített vízágyú a vezető mellett
- Foaming Pig („habzó Pig”): habgenerátorral felszerelve a bombák robbanása ellen

Néhány járművet elláttak Shorland páncélozott harckocsi géppuska tornyával.